# SBI TOP
Le SBI TOP est un indice boursier de la bourse de Slovénie.

## Composition
Au 19 août 2011, le SBI TOP se composait des titres suivants:
| Symbole | Société                     | Secteur | Poids indiciel            |
| ------- | --------------------------- | ------- | ------------------------- |
| GRVG SV | Gorenje                     | 4.71 %  | Consommation cyclique     |
| KRKG SV | Krka dd Novo mesto          | 32.52 % | Santé                     |
| MELR SV | Mercator Poslovni Sistem    | 25.89 % | Consommation non cyclique |
| KBMR SV | Nova Kreditna Banka Maribor | 8.16 %  | Finance                   |
| PETG SV | Petrol DD Ljubljana         | 19.18 % | Consommation cyclique     |
| TLSG SV | Telekom Slovenije           | 9.54 %  | Télécommunications        |